# Ginza AB
Ginza AB, vanligen kallat Ginza eller ginza.se, är ett svenskt e-handelsföretag i Fåglum i Västra Götalands län som främst säljer musik, filmer, böcker, musiktillbehör, merchandise, retro, hemelektronik och spel. Ginza har även försäljning via en fysisk butik i Fåglum. 2025 omfattar Ginzas lager omkring 30 000 artiklar och cirka 500 000 artiklar är beställningsvaror. Produkterna finns samlade i e-butiken och i en katalog som utkommer flera gånger om året.

## Historia
Företaget grundades år 1968 av Hans Haraldsson, som fortfarande bodde hemma hos sina föräldrar. Han sålde vinylskivor och kassettband från ett garage. Redan på den tiden var företaget placerat i den lilla byn Fåglum i Essunga kommun, cirka 75 kilometer nordöst om Göteborg.
Företagets namn är uppkallat efter Ginza-distriktet i Tokyo som i sin tur legat som inspiration för låten Ginza Lights från år 1966 av The Ventures, vilken gett namnet åt företaget.